# Fopius spanistriae
Fopius spanistriae är en stekelart som beskrevs av Wu, Chen och He 2005. Fopius spanistriae ingår i släktet Fopius och familjen bracksteklar. Inga underarter finns listade i Catalogue of Life.